# Discografia lui Shayne Ward
Discografia interpretului britanic Shayne Ward se compune din șase discuri single și două albume de studio.
Cântărețul a debutat în anul 2005, când a participat la cel de-al doilea sezon al emisiunii-concurs The X Factor, fiind declarat câștigătorul competiției. La finele aceluiași an, Ward lansează discul single „That's My Goal” ce atinge prima poziție în UK Singles Chart, înregistrând vânzări de peste 742.000 în prima săptămână. Cântecul atinge locul 1 și în Irlanda, unde a staționat timp de șapte săptămâni. Primul material discografic de studio, Shayne Ward, a câștigat locul 1 în UK Album Chart, datorită celor peste 200.000 de exemplare comercializate în doar șapte zile. De pe album au mai fost lansate încă două discuri single, „No Promises” și „Stand by Me”. În timp ce primul a câștigat cea mai înaltă treaptă în Irlanda, cel de-al doilea reprezintă cel mai slab clasat cântec al artistului în Regatul Unit.
În vara anului 2007 se anunța lansarea unui nou single, „If That's OK with You”, ce urma să facă parte de pe materialul Breathless. Eliberarea piesei a fost amânată până la finele lunii septembrie, fiind lansată împreună cu melodia „No U Hang Up” în Regatul Unit. Discul a obținut poziția secundă în UK Singles Chart, datorită celor peste 33.000 de exemplare vândute. Cele două piese au activat separat în alte regiuni, astfel că, „If That's OK with You” a obținut locul 1 în Irlanda și treapta cu numărul 4 în Cehia, în timp ce „No U Hang Up” s-a clasat în top 20 în Croația, Danemarca și Europa. Albumul Breathless a debutat pe locul 2 în Regatul Unit, înregistrând vânzări de peste 95.000 de exemplare. De pe acesta a mai fost extrasă piesa cu același nume, ce a ocupat locul 1 în Taiwan.

## Albume
| Albume de studio | |   |   |   |    |    |
| 2006             | Shayne Ward - Primul album de studio - Lansat: 17 aprilie 2006 - Vânzări: 60.000: Irlanda; 520.000 Regatul Unit;           | 1 | 1 | 8 | —  | 1  |
| 2007             | Breathless - Cel de-al doilea album de studio - Lansat: 26 noiembrie 2007 - Vânzări: 75.000 Irlanda; 450.000 Regatul Unit. | 2 | 1 | — | 39 | 15 |

## Discuri single
| Anul | Single                     | Poziția maximă | Poziția maximă | Poziția maximă | Poziția maximă | Poziția maximă | Poziția maximă | Poziția maximă | Poziția maximă | Poziția maximă | Poziția maximă | Vânzări în Regatul Unit | Album       |
| Anul | Single                     | UK             | IRE            | SUE            | NOR            | DAN            | CEH            | CRO            | TAI            | EU             | UWC            | Vânzări în Regatul Unit | Album       |
| ---- | -------------------------- | -------------- | -------------- | -------------- | -------------- | -------------- | -------------- | -------------- | -------------- | -------------- | -------------- | ----------------------- | ----------- |
| 2005 | „That's My Goal”           | 1              | 1              | 58             | —              | —              | —              | —              | 1              | 21             | 12             | 1.300.000               | Shayne Ward |
| 2006 | „No Promises”              | 2              | 1              | 4              | 13             | —              | —              | —              | —              | 23             | —              | 200.000                 | Shayne Ward |
| 2006 | „Stand by Me”              | 14             | 9              | —              | —              | —              | —              | —              | —              | 84             | —              | 25.000                  | Shayne Ward |
| 2007 | „No U Hang Up”[A]          | 2              | 11             | 38             | —              | 4              | —              | 19             | —              | 16             | —              | 152.000                 | Breathless  |
| 2007 | „If That's OK with You”[A] | 2              | 1              | 45             | —              | —              | 4              | —              | —              | 21             | —              | 152.000                 | Breathless  |
| 2007 | „Breathless”               | 6              | 2              | —              | —              | —              | —              | —              | 1              | 20             | —              | 102.000                 | Breathless  |

Note
- A ^ „No U Hang Up” și „If That's OK with You” au fost lansate ca single dublu în Regatul Unit, însă au activat independent în restul clasamentelor.

## Certificări
| Shayne Ward - Irlanda: 4× Disc de platină; - Regatul Unit: Disc de platină; „That's My Goal” - Regatul Unit: Dublu disc de platină; | Breathless - Irlanda: 5× Disc de platină; - Regatul Unit: Disc de platină; „No Promises” - Regatul Unit: Disc de argint. |